# هجرات الصرب الكبرى

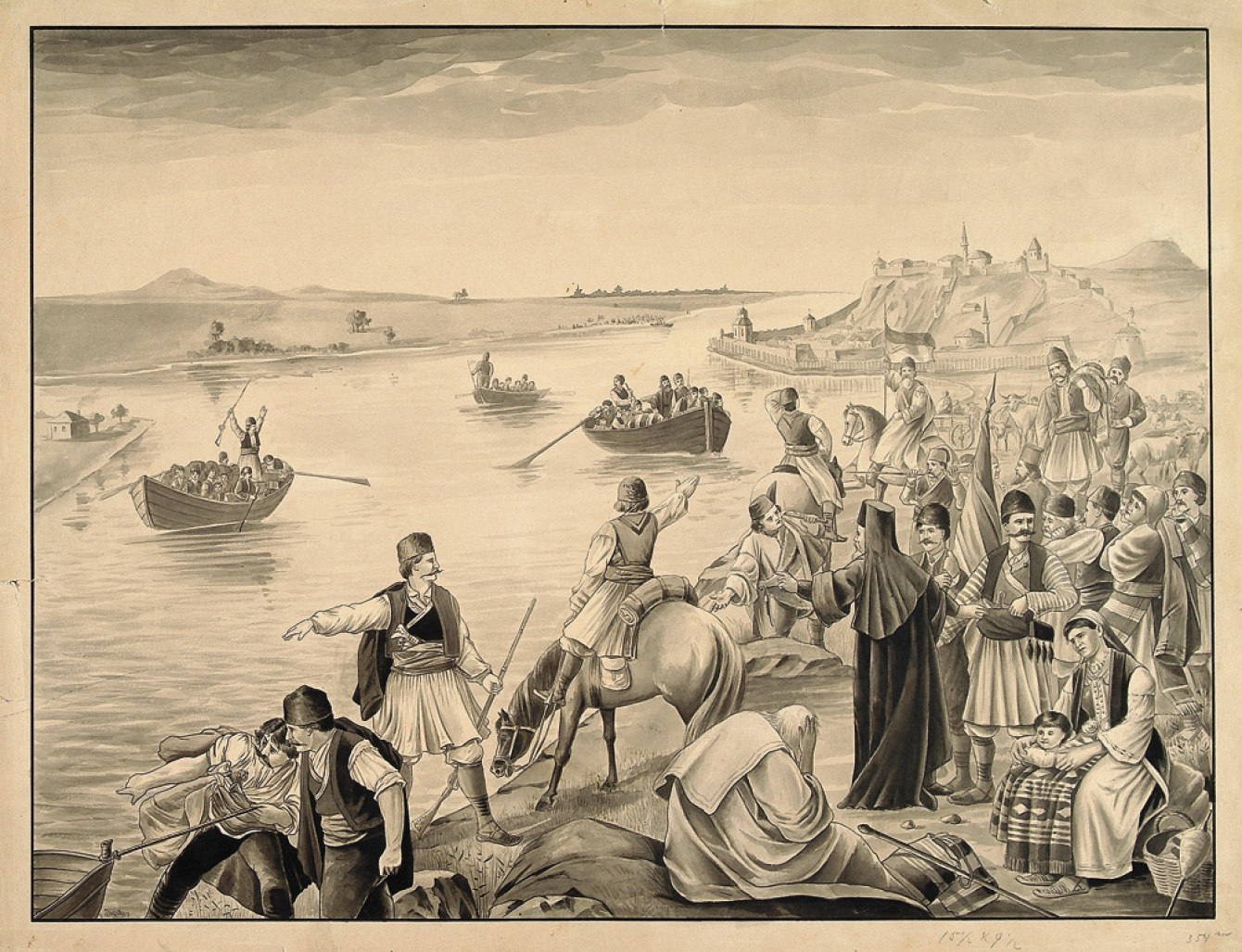

يشير مُصطلح هجرات الصرب الكبرى (بالصربية: Велике сеобе Срба)‏ أو ما يُعرف باسم نُزح الصرب الكبرى إلى هجرتين كبيرتين للصرب من عدة مناطق خاضعة لحكم الدولة العثمانية إلى مناطق أُخرى تحكمها ملكية هابسبورغ، خلال القرنين السابع عشر والثامن عشر.
حصلت الهجرة الكُبرى الأولى خلال الحرب الهابسبورغية العثمانية (1683-1699) بقيادة البطريرك الصربي أرسينيي الثالث تسارنويفيتش، إذ حصلت نتيجة انسحاب هابسبورغ واستعادة العثمانيين لسيطرتهم على المناطق الصربية الجنوبية التي احتلتها هابسبورغ بشكل مؤقت بين عامي 1688 و1690.
حصلت الهجرة الكُبرى الثانية خلال الحرب الهابسبورغية العثمانية (1737-1739) بقيادة البطريرك الصربي أرسينيي الرابع يوفانوفيتش شاكابينتا، بالتزامن أيضًا مع انسحاب هابسبورغ من المناطق الصربية التي عُرفت باسم مملكة صربيا بين عامي1718 و1739.
تُعتبر الحشود التي هاجرت من الدولة العثمانية خلال الهجرة الكُبرى الثانية من الإثنية الصربية، في حين امتلك كل من هاجر خلال الهجرة الكُبرى الأولى الجنسية الصربية. قدمت الهجرة الكبرى الأولى الدليل الحاسم على مفاهيم الصربية والمسيحية الأرثوذكسية بزعامة البطريرك.

## خلفية
يزعم بعض المؤرخين الصرب -نقلاً عن وثيقة صادرة عن الإمبراطور ليوبولد الأول في عام 1690- أن الحشود المهاجرة قد «دعيت» للقدوم إلى المجر. يُظهر النص الأصلي باللاتينية أنه في الحقيقة قد نُصح الصرب بالوقوف ضد العثمانيين و«عدم هجر» أراضي أجدادهم.

## الهجرة الأولى
تطورت العلاقات بين المسلمين والمسيحيين في المقاطعات الأوروبية للدولة العثمانية خلال الحرب النمساوية التركية (1683-1699). وقف المسيحيون الصرب وزعماء كنيستهم بقيادة البطريرك الصربي أرسينيي الثالث تسارنويفيتش مع النمساويين في عام 1689، نتيجة لفشل تمردهم وقمعه. شكل الكاثوليك الألبان أيضًا جزءًا من النزوح. استقر المهاجرون بشكل رئيسي في الأجزاء الجنوبية من مملكة المجر، في العديد من المدن والمناطق مثل سانتاندري وبودابست وموهاتش وبيتش وسيجد وبايا وتوكاي وأوراديا ودبرتسن وكيكسكيميت وساتو ماري.
سمح الإمبراطور ليوبولد الأول للاجئين بالتجمع على ضفاف نهر سافا والدانوب في بلغراد في عام 1690 من أجل عبور النهرين والاستقرار في ملكية هابسبورغ. اعترف الإمبراطور بالبطريرك أرسينيي الثالث تسارنويفيتش كزعيم روحي للمهاجرين. كان الإمبراطور قد اعترف بالبطريرك كنائب فويفود (زعيم مدني للمهاجرين)، اللقب الذي تطور بمرور الوقت ليصبح أصل اسم المقاطعة الصربية الشمالية فويفودينا. (يرتبط أصل اسم فويفودينا بحقيقة امتلاك البطريرك أرسينيي الثالث تسارنويفيتش والقادة الدينيين الصرب اللاحقين في مملكة هابسبورغ سلطةً على جميع الصرب المتواجدين في ملكية هابسبورغ آنذاك، بما في ذلك صرب فويفودينا، وبقبول صرب فويفودينا فكرة إضفاء الطابع الفويفودي الصربي المستقل في المنطقة، وتمكنوا بالفعل من تنفيذ فكرتهم في عام 1848).
عين ليوبولد الأول، الإمبراطور الروماني المقدس أرسينيي الثالث تسارنويفيتش رئيسًا للكنيسة الأرثوذكسية المنشأة حديثًا في الملكية في عام 1694. أمنت جمعية ماي للشعب الصربي في كارلوفتسي حق الخلافة الأبوية في عام 1848، وذلك بعد إعلان قيام فويفودينا الصربية خلال الثورة الصربية في أراضي هابسبورغ بين عامي 1848 و1849. قدم الإمبراطور امتيازات للصرب، الأمر الذي ضمن لهم التفرد القومي والديني، بالإضافة إلى مجموعة من الحقوق والحريات داخل ملكية هابسبورغ.

## الهجرة الثانية
أدى اندلاع الحرب الهابسبورغية العثمانية (1737-1739) إلى حدوث هجرة الصرب الكُبرى الثانية. انحاز البطريرك الصربي أرسينيي الرابع يوفانوفيتش شاكابينتا إلى الهابسبورغيين ودعم تمرد الصرب في منطقة راشكا ضد العثمانيين في بداية الحرب في عام 1737. فشلت جيوش هابسبورغ والميليشيات الصربية في تحقيق أي انتصار يُذكر خلال الحرب، واضطروا بعد ذلك إلى التراجع. خسر العثمانيون كامل أراضي المملكة الصربية في هابسبورغ مع حلول عام 1739. هاجر جزء كبير من السكان المسيحيين بعد انسحاب جيوش هابسبورغ والميليشيات الصربية خلال الحرب من منطقة راشكا والأراضي الصربية الأخرى نحو الشمال، واستقروا بشكل رئيسي في سيرميا والمناطق المجاورة، داخل حدود ملكية هابسبورغ.

## تداعيات الهجرات
استقر الصرب المهاجرون في الأجزاء الجنوبية من مملكة المجر وملكية هابسبورغ، (على الرغم من كونهم غالبية السكان في مدن الشمال مثل بلدة سانتاندري خلال القرن الثامن عشر، في الوقت الذي لم يشكلوا فيه إلا نسبة قليلة في مدينة كوماروم).
بدأت الهجرات الصربية الكُبرى من البلقان إلى حوض بانونيا في القرن الرابع عشر، واستمرت حتى نهاية القرن الثامن عشر. كانت الهجرات الكُبرى لعام 1690 وعامي 1737– 1739 هي الأكبر على الأطلاق، وكانت سببًا مهمًا لإصدار الامتيازات التي نظمت وضع الصرب داخل مملكة هابسبورغ. زاد الصرب المهاجرون الذين استقروا في فويفودينا وسلافونيا (جزئيًا) عدد السكان الصرب المتواجدين حاليًا في هذه المناطق، جاعلين الصرب عاملاً سياسيًا مهمًا في مملكة هابسبورغ بمرور الوقت.